# Rivage Tower
La Rivage Tower es un edificio residencial ubicado en la avenida Balboa en la ciudad de Panamá, cerca del océano Pacífico. Su construcción comenzó en marzo del 2007 y terminó en 2012. Tiene 67 pisos y mide 233,2 metros.